# Soul Bag
Soul Bag è un album di Mongo Santamaría, pubblicato dalla Columbia Records nel 1968.

## Tracce
Lato A
1. In the Midnight Hour – 2:55 (Steve Cropper, Wilson Pickett)
2. Baby What You Want Me to Do – 2:39 (Jimmy Reed)
3. Sitting on the Dock of the Bay – 3:16 (Otis Redding, Steve Cropper)
4. Hot Dog – 3:49 (Rodgers Grant)
5. Cold Sweat – 7:53 (Alfred Ellis, James Brown)

Lato B
1. My Girl – 3:24 (William "Smokey" Robinson, Ronald White)
2. Respect – 2:38 (Otis Redding)
3. Up, Up and Away – 3:56 (Jimmy Webb)
4. Green Onions – 4:55 (B.T. Jones, S. Cropper)
5. Groovin' – 3:02 (F. Cavaliere, E. Brigati)
6. Chili Beans – 5:14 (W. Capers)

## Musicisti
- Mongo Santamaría - congas
- Luis Gasca - tromba
- Ray Maldonado - tromba (solo nei brani, con Luis Gasca: A1 & B1)
- Rodgers Grant - pianoforte, organo
- Sonny Fortune - sassofono alto (solista nei brani: A1 & B5)
- Sonny Fortune - sassofono baritono (solista nel brano: B4)
- Hubert Laws - sassofono tenore (solista nei brani: A2, A4 & B2)
- Hubert Laws - flauto (solista nei brani: A3 & B3)
- Mauricio Smith - sassofono
- Mauricio Smith - flauto (solista nel brano: B3)
- Victor Venegas - basso
- Bernard Pretty Purdie - batteria (brani: A1, A2, A4, A5, B1, B2, B4, B5 & B6)
- Steve Berrios - batteria (brano: A3)
- Stephen Berrios - timbales
- "Chihuahua" Martinez - percussioni latine
- Ray Maldonado - percussioni latine
- Marty Sheller - arrangiamenti (brani: A1, A2, A3, A5, B1, B2, B3, B4 & B5)
- Rodgers Grant - arrangiamenti (brano: A4)
- Valerie Capers - arrangiamenti (brano: B6)